# Панченко, Виктор Иванович (композитор)
Ви́ктор Ива́нович Па́нченко (1 апреля 1929, Георгиевск — 10 января 2012, Санкт-Петербург) — музыкант, композитор и исполнитель.

## Биография
Виктор Иванович Панченко родился 1 апреля 1929 года в городе Георгиевск (Ставропольский край).
 
Окончил музыкальное училище в Ставрополе. 
С 1951 года учился в Ленинградской консерватории по классу трубы. Одновременно брал уроки пения, вечерами подрабатывал в оркестрах. Из-за болезни не окончил консерваторию.
Начал работать певцом в Государственной академической капелле имени М. И. Глинки, исполняя русскую и зарубежную классику.
В 1960-х годах оставил капеллу и стал гастролировать по Союзу с концертными организациями.
Благодаря Виктору Панченко из многолетнего забвения возвращены стихи поэта Николая Клюева. 
Более 80 песен написано им на духовные стихи Клюева с тех пор, как он познакомился с ними в 1977 году. По инициативе Виктора Ивановича проводились благотворительные вечера, посвящённые творчеству поэта.
Виктор Панченко писал музыку как вокальную, так и хоровую и оркестровую. Им были созданы романсы на стихи Пушкина, Шевченко, Ахматовой, Есенина, Николая Рубцова. Написал Виктор Панченко множество песен и романсов и на стихи Николая Астафьева, Вячеслава Кузнецова, Эдуарда Кузнецова, Алины Мальцевой, Бориса Орлова, Маргариты Ярковой, Николая Рачкова и других питерских поэтов.
Песни Виктора Панченко исполнили Борис Штоколов, Александр Даньковский, Геннадий Беззубенков, Георгий Заставный, Юрий Сабуров, Анна Герман, Сергей Русанов, Максим Трошин, Ольга Воронец и др. Цикл песен В. И. Панченко на стихи Н.Клюева «Певучие сказания» неоднократно исполняла на концертах и записала с Губернаторским оркестром русских народных инструментов Вологодской области под упр. Г. Перевозниковой на одноимённый диск Заслуженная артистка России Татьяна Петрова. Особую известность в её исполнении приобрела песня «Вы, деньки мои, голуби белые». В репертуар Т. Петровой входили также песни В.Панченко на стихи Сергея Есенина «То не тучи бродят над овином» (колыбельная), «Земля моя златая», «О верю, верю, счастье есть!», «Вечер», «До свиданья, друг мой, до свиданья».
В 1995 году в Доме офицеров состоялся большой авторский концерт Виктора Панченко, посвящённый песням композитора на стихи его современников.
Скончался 10 января 2012 года в Санкт-Петербурге.

## Семья
Дети
Владислав Панченко
Флорентина Панченко